# Astragalus adustus
Astragalus adustus är en ärtväxtart som beskrevs av Aleksandr Andrejevitj Bunge. Astragalus adustus ingår i släktet vedlar, och familjen ärtväxter. Inga underarter finns listade i Catalogue of Life.